# UCI ProTour
UCI ProTour – dawny cykl najważniejszych szosowych wyścigów kolarskich, wprowadzony przez Międzynarodową Unię Kolarską (UCI) w 2005 r. w miejsce organizowanego wcześniej Pucharu Świata. W pierwszej edycji obejmował 27 najbardziej prestiżowych wyścigów oraz mistrzostwa świata. Obligatoryjnie uczestniczyło w nich 20 najmocniejszych drużyn zawodowych (ProTeams) oraz na zaproszenie zawodowe ekipy kontynentalne (Professional Continental Teams).
Po zakończeniu pierwszego sezonu cyklu ProTour, 9 grudnia 2005 organizatorzy trzech wielkich tourów – Giro d’Italia, Tour de France i Vuelta a España – poinformowali, że te imprezy nie będą w kolejnym sezonie częścią UCI ProTour. Na wspólnej konferencji prasowej w Paryżu podali do wiadomości, że musieli podjąć decyzję oddzielenia się od cyklu ProTour, ponieważ nie udało się im osiągnąć globalnego porozumienia z UCI. Rozmowy trwały jednak nadal i na początku kwietnia 2006 r. UCI poinformowała, że porozumienie ostatecznie zawarto. W następnych miesiącach okazało się, że mimo prób spór nie został zażegnany, co miało ogromny wpływ na kolejne sezony. W 2007 r. wszystkie imprezy organizowane przez właścicieli wielkich tourów, czyli również wyścigi Mediolan-San Remo, Paryż-Roubaix, Liège-Bastogne-Liège, Giro di Lombardia, Paryż-Nicea, Tirreno-Adriático, La Flèche Wallonne i Paryż-Tours, zostały wprawdzie uwzględnione w rankingu UCI ProTour, ale nie otrzymały licencji ProTour co oznaczało, że organizatorzy nie musieli zapraszać na nie drużyn ze statusem ProTeams. W 2008 r. wszystkie sporne imprezy zostały wykreślone z kalendarza UCI ProTour, a co za tym idzie – również z rankingu. W sezonie 2009 UCI zrezygnowała z części rankingowej ProTour, na jej miejsce wprowadzając nowy system punktowy – UCI World Ranking – ponownie uwzględniający wszystkie wyścigi wyłączone z cyklu ProTour. Ten stan utrzymał się w sezonie 2010, by od 2011 r. przejść kolejną metamorfozę: UCI połączyła zawody ProTour z systemem World Ranking, zapoczątkowując nowy cykl imprez kolarskich – UCI World Tour. Tym samym cykl UCI ProTour przestał istnieć.
Uniformem lidera w klasyfikacji UCI ProTour była biała koszulka z niebieskimi elementami. Jeżeli lider klasyfikacji UCI ProTour był jednocześnie aktualnym mistrzem świata – zakładał koszulkę ProTour zamiast tęczowej. Jeżeli lider klasyfikacji UCI ProTour był jednocześnie liderem w klasyfikacji generalnej wyścigu etapowego – zakładał koszulkę wyścigu (np. żółtą w Tour de Pologne).

## Wyścigi ProTour
Do 2007 r. w skład ProTour wchodziły:
- trzy wielkie wyścigi etapowe (Grand Toury):
  - Giro d’Italia
  - Tour de France
  - Vuelta a España
- dziesięć innych wyścigów etapowych:
  - Paryż-Nicea
  - Tirreno-Adriático
  - Vuelta al País Vasco
  - Tour de Romandie
  - Volta Ciclista a Catalunya
  - Critérium du Dauphiné Libéré
  - Tour de Suisse
  - Eneco Tour (Tour of Benelux)
  - Deutschland Tour
  - Tour de Pologne
- wyścigi jednodniowe
  - Mediolan-San Remo
  - Ronde van Vlaanderen / Tour des Flandres
  - Gandawa-Wevelgem
  - Paryż-Roubaix
  - Amstel Gold Race
  - La Flèche Wallonne
  - Liège-Bastogne-Liège
  - Team Time Trial – Eindhoven (czasówka drużynowa UCI ProTour)
  - Vattenfall Cyclassics
  - Clásica de San Sebastián
  - GP Ouest-France
  - Züri Metzgete / Meisterschaft von Zürich
  - Paryż-Tours
  - Giro di Lombardia
- Mistrzostwa Świata
  - Mistrzostwa świata w kolarstwie szosowym

## Punktacja ProTour
| Miejsce                             | Tour de France | Giro d’Italia, Vuelta a España | Najsłynniejsze klasyki * Inne wyścigi etapowe ** | Pozostałe wyścigi klasyczne | Mistrzostwa świata |
| ----------------------------------- | -------------- | ------------------------------ | ------------------------------------------------ | --------------------------- | ------------------ |
| Punktacja w klasyfikacji generalnej |                |                                |                                                  |                             |                    |
| 1.                                  | 100            | 85                             | 50                                               | 40                          | 50                 |
| 2.                                  | 75             | 65                             | 40                                               | 30                          | 40                 |
| 3.                                  | 60             | 50                             | 35                                               | 25                          | 35                 |
| 4.                                  | 55             | 45                             | 30                                               | 20                          |                    |
| 5.                                  | 50             | 40                             | 25                                               | 15                          |                    |
| 6.                                  | 45             | 35                             | 20                                               | 11                          |                    |
| 7.                                  | 40             | 30                             | 15                                               | 7                           |                    |
| 8.                                  | 35             | 26                             | 10                                               | 5                           |                    |
| 9.                                  | 30             | 22                             | 5                                                | 3                           |                    |
| 10.                                 | 25             | 19                             | 2                                                | 1                           |                    |
| 11.                                 | 20             | 16                             |                                                  |                             |                    |
| 12.                                 | 15             | 13                             |                                                  |                             |                    |
| 13.                                 | 12             | 11                             |                                                  |                             |                    |
| 14.                                 | 10             | 9                              |                                                  |                             |                    |
| 15.                                 | 8              | 7                              |                                                  |                             |                    |
| 16.                                 | 6              | 5                              |                                                  |                             |                    |
| 17.                                 | 5              | 4                              |                                                  |                             |                    |
| 18.                                 | 4              | 3                              |                                                  |                             |                    |
| 19.                                 | 3              | 2                              |                                                  |                             |                    |
| 20.                                 | 2              | 1                              |                                                  |                             |                    |
| Punktacja za etap                   |                |                                |                                                  |                             |                    |
| 1.                                  | 10             | 8                              | 3                                                |                             |                    |
| 2.                                  | 5              | 4                              | 2                                                |                             |                    |
| 3.                                  | 3              | 2                              | 1                                                |                             |                    |

*  Milano-San Remo, Tour des Flandres, Paris-Roubaix, Liège-Bastogne-Liège, Giro di Lombardia; - tzw. „pomniki kolarstwa”

** M.in. Tour de Pologne

## Grupy ProTour w poszczególnych sezonach

### 2006
- AG2R Prévoyance
- Team Astana
- Bouygues Télécom
- Cofidis, Le Crédit par Téléphone
- Crédit Agricole
- Team CSC
- Davitamon-Lotto
- Discovery Channel Pro Cycling Team
- Euskaltel-Euskadi
- La Française des Jeux
- Team Gerolsteiner
- Caisse d’Épargne-Illes Balears
- Lampre-Fondital
- Liquigas-Bianchi
- Team Milram
- Phonak Hearing Systems
- Quick Step-Innergetic
- Rabobank
- Saunier Duval-Prodir
- T-Mobile Team

### 2007
- ag2r Prévoyance
- Team Astana
- Bouygues Télécom
- Caisse d’Épargne
- Cofidis
- CSC
- Crédit Agricole
- Discovery Channel
- Euskaltel-Euskadi
- Française des Jeux
- Gerolsteiner
- Lampre-Fondital
- Liquigas
- Milram
- Predictor-Lotto
- Quick Step-Innergetic
- Rabobank
- Saunier Duval-Prodir
- T-Mobile
- Unibet.com

### 2008
- Ag2r-La Mondiale
- Astana
- Bouygues Télécom
- Caisse d’Épargne
- Cofidis, Le Crédit par Téléphone
- Crédit Agricole
- Team CSC
- Euskaltel - Euskadi
- La Française des Jeux
- Team Gerolsteiner
- Team High Road
- Lampre
- Liquigas
- Team Milram
- Quick Step
- Rabobank
- Saunier Duval-Scott
- Silence-Lotto

### 2009
- Ag2r-La Mondiale
- Astana
- Bouygues Télécom
- Caisse d’Épargne
- Cofidis, Le Crédit par Téléphone
- Crédit Agricole
- Cervélo TestTeam
- Euskaltel-Euskadi
- La Française des Jeux
- Fuji-Servetto
- Garmin-Slipstream
- Lampre
- Liquigas
- Quick Step
- Rabobank
- Silence-Lotto
- Team Columbia
- Team Katusha
- Team Milram
- Team CSC

### 2010
- Ag2r-La Mondiale
- Pro Team Astana
- Caisse d’Épargne
- Euskaltel-Euskadi
- Footon-Servetto
- La Française des Jeux
- Garmin-Slipstream
- Liquigas-Doimo
- Omega Pharma-Lotto
- Quick Step
- Rabobank
- Saxo Bank
- Team HTC-Columbia
- Team Katusha
- Team Milram
- Team RadioShack
- Team Sky

## Triumfatorzy
| Rok  |                 | Indywidualnie      | Indywidualnie | Indywidualnie                  | Indywidualnie |      | Drużynowo        | Drużynowo | Drużynowo |  | Klasyfikacja narodowa | Klasyfikacja narodowa | Raport       |
| Rok  | imię i nazwisko | kraj               | ekipa         | pkt.                           | ekipa         | kraj | pkt.             | kraj      | pkt.      |  |                       |                       | Raport       |
| ---- | --------------- | ------------------ | ------------- | ------------------------------ | ------------- | ---- | ---------------- | --------- | --------- |  | --------------------- | --------------------- | ------------ |
| 2005 |                 | Danilo Di Luca     | Włochy        | Liquigas-Bianchi               | 229           |      | Team CSC         | Dania     | 390       |  | Włochy                | 749                   | ProTour 2005 |
| 2006 |                 | Alejandro Valverde | Hiszpania     | Caisse d’Épargne-Illes Balears | 285           |      | Team CSC         | Dania     | 388       |  | Hiszpania             | 808                   | ProTour 2006 |
| 2007 |                 | Cadel Evans        | Australia     | Predictor-Lotto                | 247           |      | Team CSC         | Dania     | 392       |  | Hiszpania             | 849                   | ProTour 2007 |
| 2008 |                 | Alejandro Valverde | Hiszpania     | Caisse d’Epargne               | 123           |      | Caisse d’Epargne | Hiszpania | 147       |  | Hiszpania             | 336                   | ProTour 2008 |